# 新中国大厦

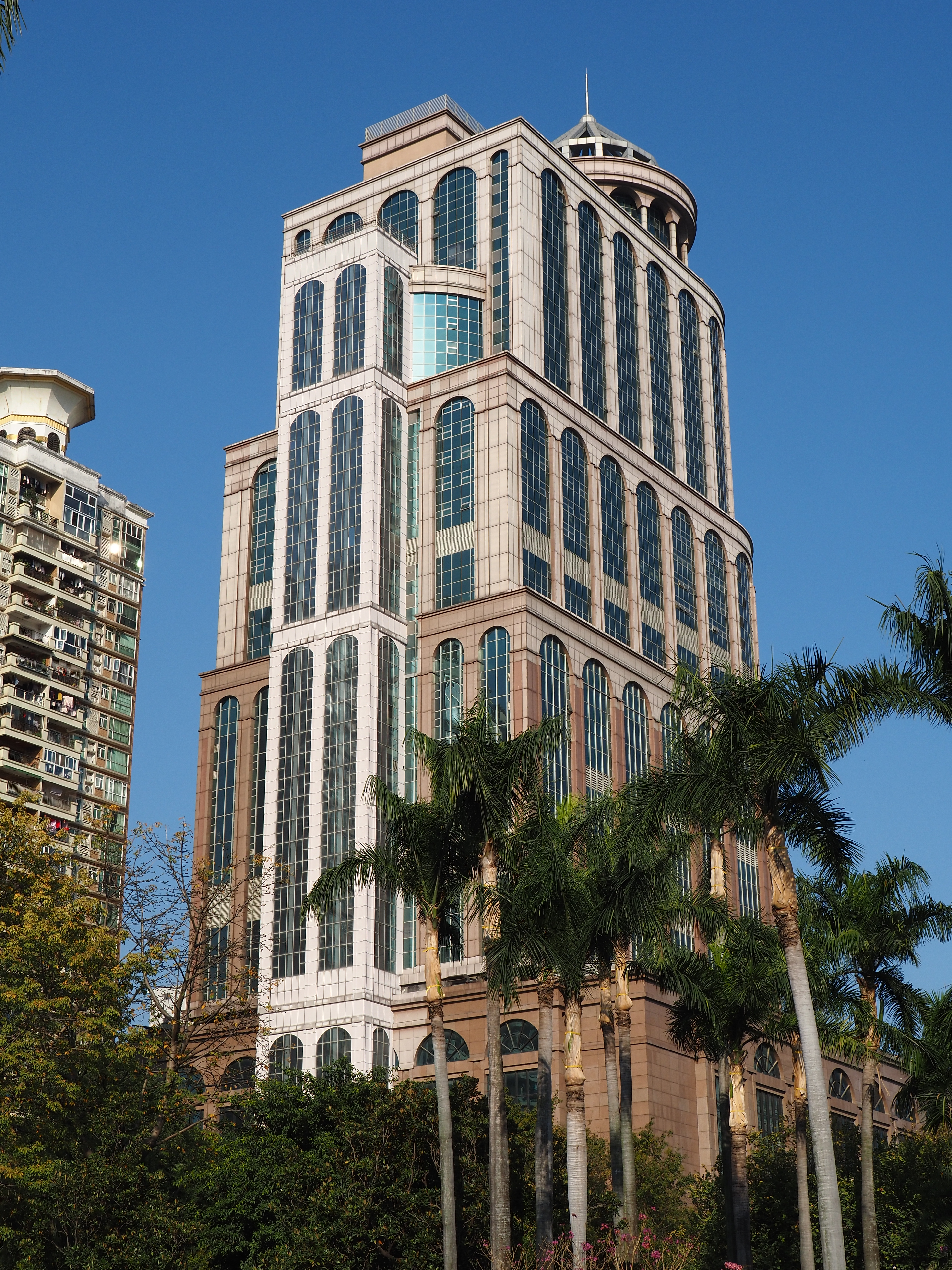
新中国大厦

新中国大厦（英文：New China Building）位于广州市荔湾区岭南街道人民南路与十三行路交汇处，北面邻近上下九步行街，南面邻近珠江，西侧为广州文化公园。为中国内地知名服装批发市场之一。
新中国大厦门牌为十三行路1号，占地共9401平方米，楼高162米。总建筑面积达15万平方米。楼高共48层，其中地面43层，地下5层：其中负三至负五层最初规划为有500余车位的超大型停车场，但期间部分地方被私自改建为商铺及仓库。负二至地面三层规划为档口形式出租；四层至二十层规划为高级写字楼出租，但部分楼层被管理公司私自改建为商铺；共计有4000余个商铺。整个市场以女装批发为主，其中也有饰品，鞋帽等批发。

## 歷史
- 1996年，广州友谊商店委托由潘维曦任法人代表的广州市国商大厦开发有限公司投资建设大厦所在地块，最初曾效仿纽约帝国大厦起名为“广州商业帝国大厦”，因引致舆论广泛不满而改为现名，当时报建规划为“商业、公寓、酒店”。因发展商承诺高回报，所以当时大厦建设一度集资达7亿港元，创当年广州单体建筑记录。
- 1998年12月20日，大厦初步建成，广州友谊商店新中国大厦分店对外试业，当时是广州友谊对外扩张的第一个自有物业。据当时媒体报道，全国人大原副委员长、中国人民解放军原副总参谋长、国务院原秘书长等多名前任高官出席庆典，省、市政府官员也作为嘉宾出席。由潘维曦进行开业致辞。该大厦曾一度成为广州十三行一带地标。
- 1999年，潘维曦因卷入广州市商业银行"百亿非法吸存案"而卷款潜逃香港，中共广州市委及广州市人民政府成立工作组接管该大厦，致使大厦因资金链断裂成为烂尾楼，而且使该大厦600多小业主利益遭受重大损失，并导致日后的大量利益冲突[1]。
- 2000年下半年，广州友谊商店董事会决议与广州大文豪发展有限公司签订合同，将开发商临时交付的新中国大厦首层至三层物业租赁给其作服装批发经营使用，合同期5年，自2000年9月16日至2005年9月15日计租[2]。
- 2002年2月6日，广州友谊商店为将自身投资失败损失最小化，在股东大会上通过了《终止募股资金投入新中国友谊分店项目》的议案：“该大厦的广州友谊分店暂停试业，转为商业批发业务的物业出租经营。”[3]之后该大厦逐步发展成广州服装批发市场龙头，但同时因擅自改变原有用途而埋下消防隐患，尽管曾经进行整治但效果并不持久。[4]此间该大厦由与潘维曦有密切关联的中怡公司进行管理。
- 2009年8月25日，该大厦进行第一次公开拍卖，起拍价11.37亿元人民币，但最终以流拍告终。[5]
- 2010年，在经历了三次流拍后，广东金穗丰实业有限公司以9.74亿元的保留价买下大厦整体项目，但友谊公司所持有物业不属拍卖范围内。[6]同年，金穗丰公司要求中怡公司撤离，遭拒绝后双方多次发生激烈冲突。
- 2011年，荔湾区法院判决中怡公司应撤离大厦，同年4月15日，两家公司爆发街头械斗，导致40多人受伤，后16人被判刑。[來源請求]
- 2013年，潘维曦在香港被逮捕，时任岭南街街道办党工委书记谢国滔也因新中国大厦相关事宜被司法机关调查[7]。
- 2014年3月20日起，广州市公安局荔湾分局动员警力上千人对该栋大楼进行该大厦建成以来最大规模消防整治，整治为期半年。期间有被勒令停业的业主因擅自撕毁公安机关封条被行政拘留，也有业主认为期间公安机关执法方式过于简单粗暴以致影响其生计，外界甚至质疑荔湾区人民政府是想以消防整治为由迫使服装市场及其所有租户搬迁[8][9][10][11][12][13][14]。

## 公共交通
- 广州地铁6号线、广州地铁8号线文化公园站
- 公共汽车：人民南路站。途经线路：4路、夜7路、夜16路、夜26路、夜31路、31路、38路、61路、102路、103路、106路、110路、128路、134路、186路、209路、217路、556路

## 附近建筑
- 广州文化公园
- 南方大厦
- 爱群大厦